# Physcomitrium umbonatum
Physcomitrium umbonatum är en bladmossart som beskrevs av Mitten 1869. Physcomitrium umbonatum ingår i släktet huvmossor, och familjen Funariaceae. Inga underarter finns listade i Catalogue of Life.